# Stazione di Alcobendas-San Sebastián de los Reyes
La stazione di Alcobendas-San Sebastián de los Reyes è una stazione ferroviaria sulla linea Alcobendas-San Sebastián de los Reyes - Universidad-Cantoblanco.
Forma parte della linea C4 delle Cercanías di Madrid, di cui è capolinea.
Si trova sotto Avenida de España, al confine tra Alcobendas e San Sebastián de los Reyes.

## Storia
La stazione è stata inaugurata nel 2001 con l'apertura della linea cui appartiene, come parte della linea C1.
Il 9 luglio 2008 la stazione è passata a far parte della linea C4.